# ويتكومب إل. جادسون
ويتكومب إل. جادسون (بالإنجليزية: Whitcomb L. Judson)‏ هو مهندس ومخترع أمريكي، ولد في 7 مارس 1846 في شيكاغو في الولايات المتحدة، وتوفي في 7 ديسمبر 1909.

## وصلات خارجية
- ويتكومب إل. جادسون على موقع الموسوعة البريطانية (الإنجليزية)